# Aristolochia tyrrhena
Aristolochia tyrrhena E.Nardi & Arrigoni – gatunek rośliny z rodziny kokornakowatych (Aristolochiaceae Juss.). Występuje naturalnie na Korsyce i Sardynii.

## Morfologia
PokrójBylina pnąca o owłosionych oraz prostych lub rozgałęzionych pędach. Dorasta do 40 cm wysokości. Bulwy są wąsko cylindryczne.
LiścieMają jajowaty, jajowato-nerkowaty, sercowaty lub zaokrąglony kształt. Mają 2–4 cm długości. Są bezwłose. Ogonek liściowy ma długość 0,5–4 cm.
KwiatyMają szarawo-zieloną barwę. Dorastają do 2–4 cm długości.
OwoceTorebki o prawie kulistym kształcie. Mają 0,8–1,2 cm długości.

## Biologia i ekologia
Rośnie w makii, na skalistym i kamienistym podłożu. Kwitnie od kwietnia do maja. Lubi stanowiska w półcieniu lub na pełnym nasłonecznieniu. Preferuje podłoże zasadowe. Może rosnąć na glebach ubogich w składniki mineralne.
Liczba chromosomów 2n = 26.

## Ochrona
Gatunek jest wymieniony we Francuskiej Czerwonej Księdze i został zaliczony do kategorii VU – gatunków narażonych na wyginięcie